# Kenny Jackson
Kenny Jackson (Neptune, 15 febbraio 1962) è un ex giocatore di football americano statunitense che ha militato nel ruolo di wide receiver nella National Football League (NFL).

## Carriera
Al college Jackson giocò a football a Penn State, con cui vinse il campionato NCAA nel 1982. Fu scelto come quarto assoluto nel Draft NFL 1984 dai Philadelphia Eagles. Giocò con essi per tutta la carriera fino al 1991, tranne una parentesi con gli Houston Oilers nel 1989. A livello statistico la sua miglior stagione fu quella del 1986, in cui ricevette 30 passaggi per 506 yard e 6 touchdown.